# Луїс Доменек-і-Монтанер
Луїс Доменек-і-Монтанер (кат. Lluís Domènech i Montaner, 21 грудня 1850, Барселона — 27 грудня 1923, Барселона) — каталонський політик і архітектор, один з найвидатніших представників каталонського модерну.

## Життєпис
З раннього віку цікавився архітектурою. Закінчив Королівську академію витончених мистецтв Сан-Фернандо в Мадриді і в наступні роки викладав у Барселонській школі архітектури. Завдяки своєму становищу справив значний вплив на каталонський модерн. Автор статті «En busca d'una arquitectura nacional» (В пошуках національної архітектури) в журналі «La Renaixenca», яка стала маніфестом каталонського модернізму.
У 1892 був головою організації, яка підготувала «Bases de Manresa» — документ, який є основою каталонської автономії.

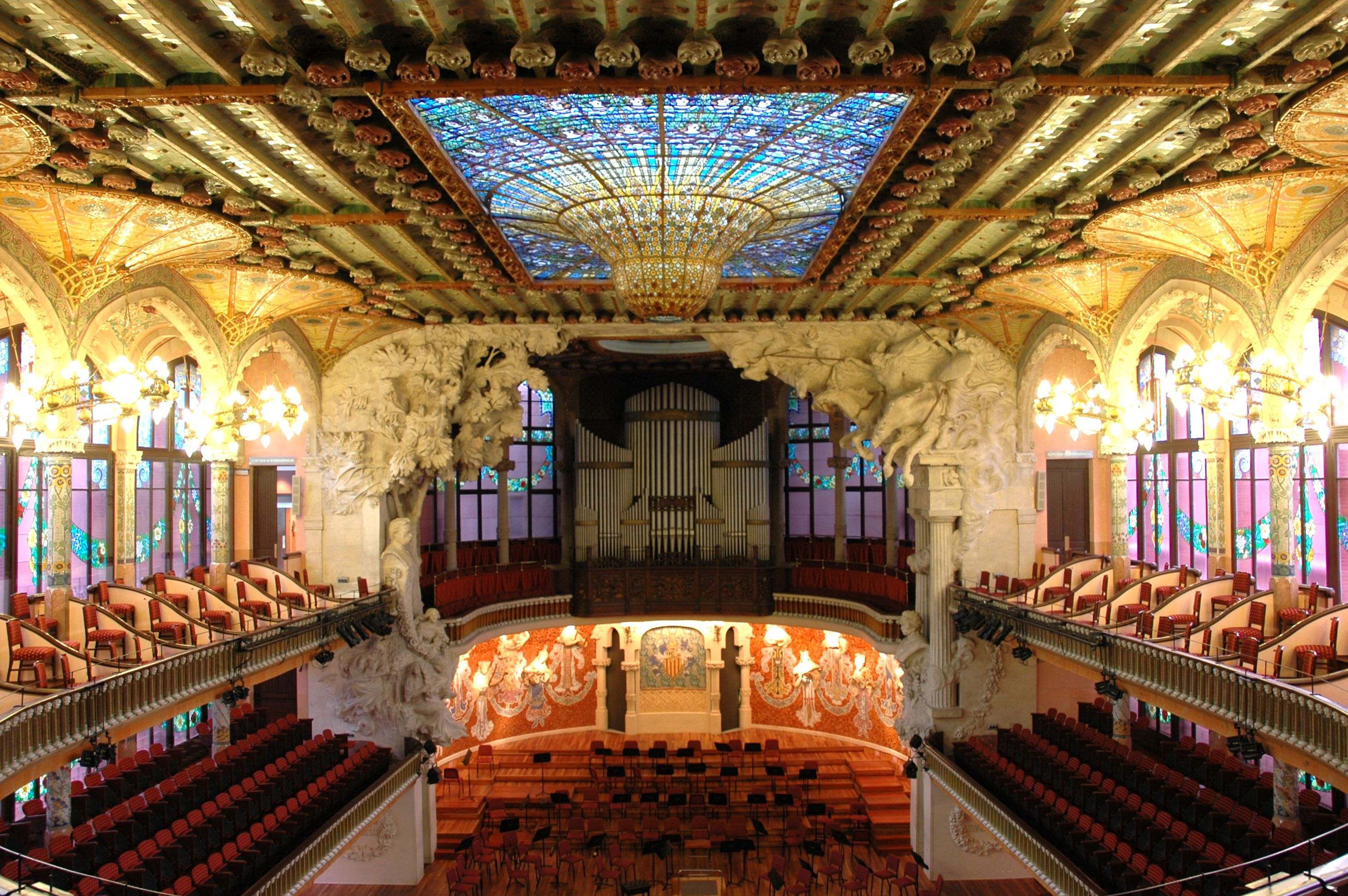
Палац каталонської музики

Як архітектор створив роботи, які поєднували функціональність з орнаментальними елементами, натхненними іспано-арабським мистецтвом і кривизнами, характерними для каталонського модерну. У сучасному Музеї зоології, побудованому споча́тку як ресторан (Замок трьох драконів) для Всесвітньої виставки в 1888, поєднав металеві елементи з керамікою. Цей метод був ним розроблений пізніше у створенні Палацу каталонської музики — твору багатого мозаїками, вітражами та керамічними елементами.
На відміну від інших майстрів каталонського модерну (наприклад Гауді) Доменек-і-Монтанер поступово прихиля́ється до легших форм, залишаючись при цьому вірними багатій орнаментиці своїх творів.
Дві будівлі, спроектовані Доменек-і-Монтанером — Палац каталонської музики і госпіталь Сант-Пау внесені до списку Всесвітньої спадщини ЮНЕСКО.